# Solar cooling
Il termine Solar cooling  (detto anche condizionamento solare) si riferisce a ogni sistema di condizionamento dell'aria (raffreddamento) che usi energia solare.
L'effetto può essere ottenuto attraverso tecnologie di solare passivo, conversione con solare termico e conversione fotovoltaica (da energia solare a elettricità).